# Hållviksjön
Hållviksjön är en sjö i Norrtälje kommun i Uppland och ingår i Skeboåns huvudavrinningsområde.